# Frosttide
Frosttide är ett folk metal-band grundat i Jyväskylä i Finland år 2009 av "Joni Snoro".

## Medlemmar
Nuvarande medlemmar
- Juho Patinen – bakgrundssång, gitarr (2009– )
- Joonas Nislin – trummor (2009– )
- Felipe Munoz – keyboard (2012– )

Tidigare medlemmar
- Joni Snoro – gitarr, sång (2009–2016)
- Tuukka Siniluhta – basgitarr (2010–2011)
- Lise Richardson – keyboard (2010–2011)
- Jaakko Halfbjörn (Jaakko Peltier) – basgitarr (2011)
- Tino – basgitarr (2011)
- Juha Tretjakov – basgitarr (2013)
- Lauri Myllylä – basgitarr (2014–2016)

Live-medlemmar
- Reisca Reijonmaa – basgitarr (2012)
- Lauri Myllylä – basgitarr (2013–2014)
- Taneli Jämsä – basgitarr (2017– )

Bidragande musiker (studio)
- Reisca Reijonmaa – basgitarr (2013)
- Nora Niemispelto – sång (2015)

## Diskografi
Studioalbum
- Awakening (2013)
- Blood Oath (2015)

EP
- Dawn of Frost (2010)
- Our Journey (2012)
- Decedents (2018)

Singlar
- "From Dusk to Ascend" (2017)